# Manuel Quintana
Manuel Quintana (Buenos Aires, 18 d'octubre de 1835 – 12 de març de 1906) fou un advocat, polític i estadista argentí, que va exercir la presidència de la Nació des del 1904 fins a la seva mort, deixant el seu mandat al vicepresident José Figueroa Alcorta. La seva presidència es desenvolupa en el període denominat "la República liberal", marcat pel govern elitista del Partit Autonomista Nacional i el frau electoral. El 1905 va sofrir la Revolució radical de 1905 que buscava finalitzar el frau electoral. Tot i que la Revolució va fracassar, l'estrès sofert pel president durant aquest conflicte va deteriorar considerablement la seva salut. A conseqüència d'això, redueix la seva jornada laboral, fet que provoca problemes de gestió. L'11 d'agost, Quintana pateix un atemptat quan un anarquista català dispara conta el seu carruatge que el transportava cap a la Casa Rosada. El revòlver falla i el president salva la vida, però la seva salut es deteriora ràpidament. El 25 de gener de 1906 Quintana sol·licita llicència en les seves funcions de presidents per motius de salut i es retira a una finca de l'actual barri de Belgrano, on mor el 12 de març de 1906. Les seves restes descansen al Cementiri de la Recoleta.